# Gábor Talmácsi
Gábor Talmácsi (Budapest, 28 maggio 1981) è un pilota motociclistico ungherese, ritiratosi dall'attività agonistica, vincitore del campionato del mondo della classe 125 nel 2007.

## Biografia
Talmácsi è stato il primo pilota dell'Europa dell'Est a vincere un titolo nel motomondiale. Anche il fratello Gergő Talmácsi, ha corso come pilota professionista.

## Carriera

### Gli inizi
Il centauro ungherese esordisce nel motomondiale - classe 125 nel GP della Repubblica Ceca a Brno nel 1997 come wild card con una Honda, ma non riesce a qualificarsi per la gara domenicale. Nel biennio 1997-1998 gareggia nel campionato europeo classificandosi diciottesimo e ventottesimo. Bisogna attendere il 2000 per vederlo correre in gara, quando ottiene nuovamente una wild card per il GP della Repubblica Ceca, terminando 20º.

### Classe 125
Nel 2001 trova un posto in pianta stabile nel mondiale 125, sempre con una Honda, nel team Racing Service con compagno di squadra Marco Petrini, ottenendo a fine stagione il 18º posto con 34 punti e come miglior risultato un 6º posto al GP del Pacifico. Nel 2002 corre ancora in 125 i primi cinque GP con la Italjet, con compagno di squadra Stefano Perugini, e dal GP d'Olanda in poi con la Honda del team PEV Moto ADAC Sachsen. Con la Honda ottiene il miglior risultato stagionale con un quarto posto in Brasile e termina la stagione al 22º posto con 20 punti. Nel 2003 corre con l'Aprilia del team Exalt Cycle Red Devil, con compagno di squadra Steve Jenkner, ottenendo il 14º posto finale con 70 punti e un sesto posto in Germania come miglior piazzamento. Cambia motocicletta per il 2004 e corre ancora per una casa italiana, la Malaguti, con compagno di squadra Manuel Manna, ottenendo il 17º posto finale con 43 punti e un settimo posto in Portogallo come miglior piazzamento.
Nel 2005 cambia ancora una volta, passando alla KTM, squadra con la quale ottiene 3 vittorie (Italia, Paesi Bassi e Qatar), un secondo posto in Comunità Valenciana, un terzo posto in Cina e una pole position in Giappone). Tuttavia pesa sulla sua stagione la vittoria che ottiene in Qatar davanti al collega di squadra Mika Kallio, gesto che costa il mondiale della classe 125 al finlandese e, al pilota magiaro, il contratto del 2006 con un eventuale passaggio in 250 proprio con la casa austriaca. A fine stagione è 3º con 198 punti. Nel 2006 torna alla Honda nel team Humangest Racing, con compagno di squadra Lorenzo Baroni, ottenendo un terzo posto in Repubblica Ceca e il 7º posto finale con 119 punti.

### Il titolo mondiale

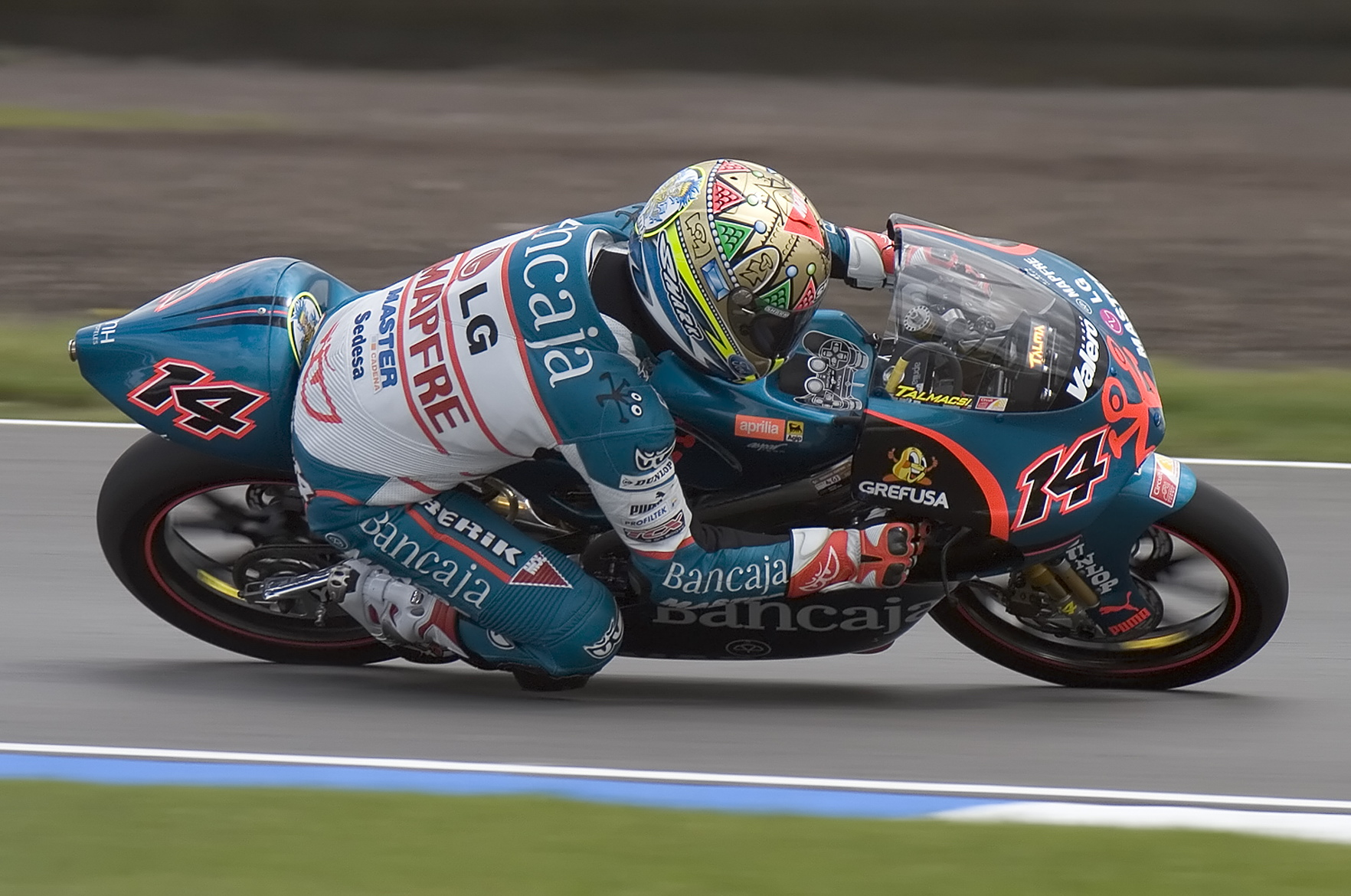
Gábor Talmácsi durante il Gran Premio di Gran Bretagna 2007.

Per il 2007 Jorge Martínez lo ingaggia e gli affida una Aprilia RSA 125, iridata l'anno precedente con Álvaro Bautista. L'ungherese inizia la stagione con un secondo posto a Losail, battuto da Héctor Faubel suo collega di squadra, poi con un successo a Jerez de la Frontera. Seguono un quinto posto a Istanbul e un quarto posto a Shanghai, risultati che lo hanno mantenuto per due gare in testa al mondiale, per poi essere superato da Lukáš Pešek in Cina. Altri due quarti posti, rispettivamente in Francia e al Mugello, lo allontanano dalla vetta della classifica, ma la gara in Catalogna rilancia le sue ambizioni, anche perché, nella stessa gara, i suoi principali rivali per il titolo, Faubel e Pešek, si scontrano eliminandosi a vicenda, mentre Talmácsi giunge secondo. Questo risultato fa sì che Talmácsi torni in testa al mondiale con 13 punti di vantaggio, ma al successivo Gran Premio di Gran Bretagna è costretto al ritiro per un guasto al motore, mentre in Olanda arriva terzo, dietro a Faubel. Al Sachsering Talmácsi riesce ad ottenere la pole position e vince la gara, facendo registrare anche il giro più veloce. Al Gran Premio successivo, in Repubblica Ceca, ottiene la pole ma in gara arriva quarto mentre Faubel vince. Al Gran Premio di San Marino, corso a Misano Adriatico, è Mattia Pasini a vincere la gara, mentre Talmácsi si gioca il secondo posto in volata con Corsi e Faubel. I due però cadono, lasciando strada libera all'ungherese, che torna così in testa alla classifica.
Il Gran Premio successivo, in Portogallo, si conclude con una vittoria sul filo di lana di Faubel, che beffa Talmácsi all'ultima curva. A Motegi, i due arrivano a posizioni invertite, ma a vincere è Pasini. In Australia, il pilota ungherese arriva ottavo, peggior risultato della stagione, mentre il rivale Faubel arriva terzo dietro a Pešek e Olivé, e si porta ad un solo punto di distacco in graduatoria. Talmácsi però non molla, in Malesia parte secondo dietro a Faubel, lo passa e vince la gara, mentre il rivale si deve accontentare del terzo posto, dietro alla KTM di Tomoyoshi Koyama. La lotta per il titolo si decide così all'ultima gara, a Valencia, Talmácsi ci arriva con 10 punti di vantaggio su Faubel. Talmácsi parte dalla pole, Faubel lo supera e vince, ma l'ungherese arriva secondo e si laurea campione del mondo con 282 punti, è il primo ungherese a raggiungere un simile traguardo nel motomondiale. Nel corso della stagione ha ottenuto altre pole position (Qatar e Catalogna); i suoi compagni di squadra sono stati Faubel e Sergio Gadea.
Talmácsi corre ancora nella classe 125 per la stagione 2008 con il team Bancaja Aspar. Nonostante un inizio sfortunato, causa problemi meccanici, si trova dopo il GP di Misano in terza posizione in classifica, grazie anche a due vittorie (ad Assen e Misano appunto). La terza vittoria della sua stagione arriva in Malesia, circa un anno dopo il successo che gli diede una bella fetta di mondiale. Grazie a questo successo, Talmácsi sale in seconda posizione nel mondiale, dietro al già campione del mondo Mike Di Meglio, tuttavia il ritiro nel GP di Valencia lo fa retrocedere al 3º posto in graduatoria dietro anche a Simone Corsi con 206 punti. Ha ottenuto anche un secondo posto in Italia, cinque terzi posti (Cina, Catalogna, Germania, Giappone e Australia) e quattro pole position (Germania, Repubblica Ceca, San Marino e Comunità Valenciana). In questa stagione i suoi compagni di squadra sono stati Gadea e Pere Tutusaus.

### Classe 250, MotoGP e Moto2
Nel motomondiale 2009 esordisce nella classe 250 sempre con l'Aprilia, nella prima gara, quella notturna in Qatar, conclude in 10ª posizione. A stagione in corso, dopo solo tre gare disputate, interrompe la collaborazione con il team Balatonring per questioni di diritti d'immagine e passa a gareggiare nella classe MotoGP con il team Scot Racing con una Honda RC212V, avendo per due gare come compagno di squadra Yūki Takahashi,  debuttando nel Gran Premio motociclistico di Catalogna 2009, terminato in 17ª posizione. Non riesce poi ad andare oltre le posizioni di fondo, ottenendo come miglior risultato un 12º posto in Gran Bretagna e terminando la stagione 17º con 19 punti. In 250 ha terminato 18º con 28 punti, dopo aver ottenuto come miglior risultato un quarto posto in Giappone.
Nel 2010 passa alla classe Moto2 con il team Fimmco Speed Up, con compagno di squadra Andrea Iannone. Ottiene un terzo posto in Aragona e una pole position in Portogallo e termina la stagione al 6º posto con 109 punti.

### Rally e Supersport
Resta inattivo per la stagione 2011 e continuando a non trovare un ingaggio anche per il 2012, annuncia il ritiro dal motociclismo sportivo dichiarando di volersi dedicare alle corse automobilistiche di rally nel campionato ungherese. Pochi mesi dopo decide di tornare al motociclismo, si accorda infatti con il team PRORACE per correre il campionato mondiale Supersport con la Honda CBR600RR a partire dal GP di San Marino. Conquista punti in tutte le gare stagionali cui prende parte chiudendo al tredicesimo posto in classifica piloti. Nella stessa stagione disputa due gare nel CIV Supersport conquistando diciannove punti. Partecipa anche a cinque Gran Premi della stagione 2013, con lo stesso team della stagione precedente ottenendo quattro punti iridati.

## Risultati in gara

### Motomondiale
| 1997 | Classe | Moto  |  |  |  |  |  |  |  |  |  |  |  |    |  |  |  |  |  |  | Punti | Pos. |
| ---- | ------ | ----- |  |  |  |  |  |  |  |  |  |  |  | -- |  |  |  |  |  |  | ----- | ---- |
| 1997 | 125    | Honda |  |  |  |  |  |  |  |  |  |  |  | NQ |  |  |  |  |  |  | 0     |      |

| 2000 | Classe | Moto  |  |  |  |  |  |  |  |  |  |  |    |  |  |  |  |  |  |  | Punti | Pos. |
| ---- | ------ | ----- |  |  |  |  |  |  |  |  |  |  | -- |  |  |  |  |  |  |  | ----- | ---- |
| 2000 | 125    | Honda |  |  |  |  |  |  |  |  |  |  | 20 |  |  |  |  |  |  |  | 0     |      |

| 2001 | Classe | Moto  |    |    |    |    |    |    |     |    |    |   |    |    |   |    |    |     |  |  | Punti | Pos. |
| ---- | ------ | ----- | -- | -- | -- | -- | -- | -- | --- | -- | -- | - | -- | -- | - | -- | -- | --- |  |  | ----- | ---- |
| 2001 | 125    | Honda | 23 | 21 | 17 | 16 | 14 | 17 | Rit | 10 | 18 | 9 | 12 | 11 | 6 | 28 | 20 | Rit |  |  | 34    | 18º  |

| 2002 | Classe | Moto            |     |    |    |     |     |  |    |     |    |    |     |   |    |     |    |    |  |  | Punti | Pos. |
| ---- | ------ | --------------- | --- | -- | -- | --- | --- |  | -- | --- | -- | -- | --- | - | -- | --- | -- | -- |  |  | ----- | ---- |
| 2002 | 125    | Italjet e Honda | Rit | 18 | 20 | Rit | Rit |  | 15 | Rit | 18 | 11 | Rit | 4 | 21 | Rit | 18 | 15 |  |  | 20    | 22º  |

| 2003 | Classe | Moto    |    |    |    |    |    |   |   |   |   |    |   |   |    |    |   |    |  |  | Punti | Pos. |
| ---- | ------ | ------- | -- | -- | -- | -- | -- | - | - | - | - | -- | - | - | -- | -- | - | -- |  |  | ----- | ---- |
| 2003 | 125    | Aprilia | 14 | 19 | 19 | 16 | 16 | 9 | 9 | 9 | 6 | 11 | 7 | 8 | 14 | 14 | 9 | 12 |  |  | 70    | 14º  |

| 2004 | Classe | Moto     |     |     |    |    |    |    |    |    |    |     |   |   |     |   |    |   |  |  | Punti | Pos. |
| ---- | ------ | -------- | --- | --- | -- | -- | -- | -- | -- | -- | -- | --- | - | - | --- | - | -- | - |  |  | ----- | ---- |
| 2004 | 125    | Malaguti | Rit | Rit | 16 | 13 | 17 | 17 | 19 | 16 | 13 | Rit | 7 | 8 | Rit | 8 | 11 | 9 |  |  | 43    | 17º  |

| 2005 | Classe | Moto |   |     |   |   |   |   |   |    |     |   |   |     |   |   |   |   |   |  | Punti | Pos. |
| ---- | ------ | ---- | - | --- | - | - | - | - | - | -- | --- | - | - | --- | - | - | - | - | - |  | ----- | ---- |
| 2005 | 125    | KTM  | 5 | Rit | 3 | 6 | 1 | 4 | 1 | NE | Rit | 4 | 9 | Rit | 5 | 1 | 7 | 4 | 2 |  | 198   | 3º   |

| 2006 | Classe | Moto  |   |    |   |   |    |   |   |    |    |    |    |   |   |   |   |   |   |  | Punti | Pos. |
| ---- | ------ | ----- | - | -- | - | - | -- | - | - | -- | -- | -- | -- | - | - | - | - | - | - |  | ----- | ---- |
| 2006 | 125    | Honda | 8 | 11 | 6 | 4 | 17 | 8 | 8 | 11 | 10 | 14 | NE | 3 | 8 | 9 | 9 | 8 | 8 |  | 119   | 7º   |

| 2007 | Classe | Moto    |   |   |   |   |   |   |   |     |   |   |    |   |   |   |   |   |   |   | Punti | Pos. |
| ---- | ------ | ------- | - | - | - | - | - | - | - | --- | - | - | -- | - | - | - | - | - | - | - | ----- | ---- |
| 2007 | 125    | Aprilia | 2 | 1 | 5 | 4 | 4 | 4 | 2 | Rit | 3 | 1 | NE | 4 | 2 | 2 | 2 | 8 | 1 | 2 | 282   | 1º   |

| 2008 | Classe | Moto    |    |     |   |   |    |   |   |     |   |   |    |   |   |    |   |   |   |     | Punti | Pos. |
| ---- | ------ | ------- | -- | --- | - | - | -- | - | - | --- | - | - | -- | - | - | -- | - | - | - | --- | ----- | ---- |
| 2008 | 125    | Aprilia | 12 | Rit | 6 | 3 | 14 | 2 | 3 | Rit | 1 | 3 | NE | 4 | 1 | 14 | 3 | 3 | 1 | Rit | 206   | 3º   |

| 2009 | Classe | Moto    |    |   |   |  |  |  |  |    |  |  |  |  |  |  |  |  |  |  | Punti | Pos. |
| ---- | ------ | ------- | -- | - | - |  |  |  |  | -- |  |  |  |  |  |  |  |  |  |  | ----- | ---- |
| 2009 | 250    | Aprilia | 10 | 4 | 7 |  |  |  |  | NE |  |  |  |  |  |  |  |  |  |  | 28    | 18º  |

| 2009 | Classe | Moto  |  |  |  |  |  |    |    |     |    |    |    |    |    |    |    |    |    |  | Punti | Pos. |
| ---- | ------ | ----- |  |  |  |  |  | -- | -- | --- | -- | -- | -- | -- | -- | -- | -- | -- | -- |  | ----- | ---- |
| 2009 | MotoGP | Honda |  |  |  |  |  | 17 | 16 | Rit | 15 | 12 | 13 | 14 | 14 | 14 | 13 | 14 | 16 |  | 19    | 17º  |

| 2010 | Classe | Moto     |   |   |   |   |     |    |    |   |    |   |   |   |   |    |     |    |   |    | Punti | Pos. |
| ---- | ------ | -------- | - | - | - | - | --- | -- | -- | - | -- | - | - | - | - | -- | --- | -- | - | -- | ----- | ---- |
| 2010 | Moto2  | Speed Up | 9 | 9 | 5 | 7 | Rit | 13 | 11 | 6 | NE | 6 | 8 | 7 | 3 | 21 | Rit | 18 | 8 | 10 | 109   | 6º   |

| Legenda | 1º posto        | 2º posto            | 3º posto            | A punti      | Senza punti        | Grassetto – Pole position Corsivo – Giro più veloce |
| Legenda | Gara non valida | Non qual./Non part. | Ritirato/Non class. | Squalificato | '-' Dato non disp. | Grassetto – Pole position Corsivo – Giro più veloce |

### Campionato mondiale Supersport
| 2012 | Moto  |  |  |  |  |  |    |   |    |    |   |   |    |   |  | Punti | Pos. |
| ---- | ----- |  |  |  |  |  | -- | - | -- | -- | - | - | -- | - |  | ----- | ---- |
| 2012 | Honda |  |  |  |  |  | 15 | 9 | 12 | 10 | 8 | 6 | 15 | 9 |  | 44    | 13º  |

| 2013 | Moto  |  |     |    |    |    |     |  |  |  |  |  |  |  |  | Punti | Pos. |
| ---- | ----- |  | --- | -- | -- | -- | --- |  |  |  |  |  |  |  |  | ----- | ---- |
| 2013 | Honda |  | Rit | 16 | 19 | 12 | Rit |  |  |  |  |  |  |  |  | 4     | 27º  |

| Legenda | 1º posto        | 2º posto            | 3º posto           | A punti      | Senza punti        | Grassetto – Pole position Corsivo – Giro più veloce |
| Legenda | Gara non valida | Non qual./Non part. | Ritirato/Non class | Squalificato | '-' Dato non disp. | Grassetto – Pole position Corsivo – Giro più veloce |